# Paramys
Paramys ist eine ausgestorbene Gattung der Nagetiere aus dem Eozän Nordamerikas, Europas und Asiens. Sie gehört zu den frühesten bekannten Nagetieren und wird den Ischyromyidae zugeordnet.

## Merkmale
Paramys entsprach in Größe und Aussehen etwa den heute lebenden Hörnchen. Die Beine waren dabei sowohl für ein Leben auf dem Erdboden wie in den Bäumen angepasst und besaßen gut ausgebildete Krallen, wobei die Vorderbeine denen moderner baumlebender Arten und die Hinterbeine denen von bodenlebenden Arten glichen. Es wird daher angenommen, dass Paramys Generalist war und in beiden Lebensräumen lebte.
Wie andere Nagetiere besaß auch Paramys jeweils ein Paar Nagezähne im Ober- und im Unterkiefer. Die Backenzähne hatten hügelige Kronen und nicht die gefurchte Struktur wie bei heutigen Nagetieren.

## Lebensweise
Fossilien von Paramys wurden wie die anderer früher Nagetiere vor allem in Kohle oder kohlehaltigen Fundstätten gefunden. Sie lebten demnach in sumpfigen Habitaten und tropischen Regenwäldern.

## Systematik
Die Gattung Paramys wird der ausgestorbenen Familie der Ischyromyidae zugeordnet. Diese gehört aufgrund der Zahnmorphologie zu den Hörnchenverwandten.
Insgesamt besteht die Gattung derzeit aus 11 fossilen Arten:
- P. adamus
- P. atavus
- P. copei
- P. delicatior
- P. delicatus
- P. excavatus
- P. hunti
- P. nini
- P. pycnus
- P. simpsoni
- P. taurus

## Belege
1. 1 2 3 4 5  Gattungsporträt (Seite nicht mehr abrufbar, festgestellt im Mai 2019. Suche in Webarchiven)  Info: Der Link wurde automatisch als defekt markiert. Bitte prüfe den Link gemäß Anleitung und entferne dann diesen Hinweis. im Denver Museum of Nature and Science.